# トロールガス田

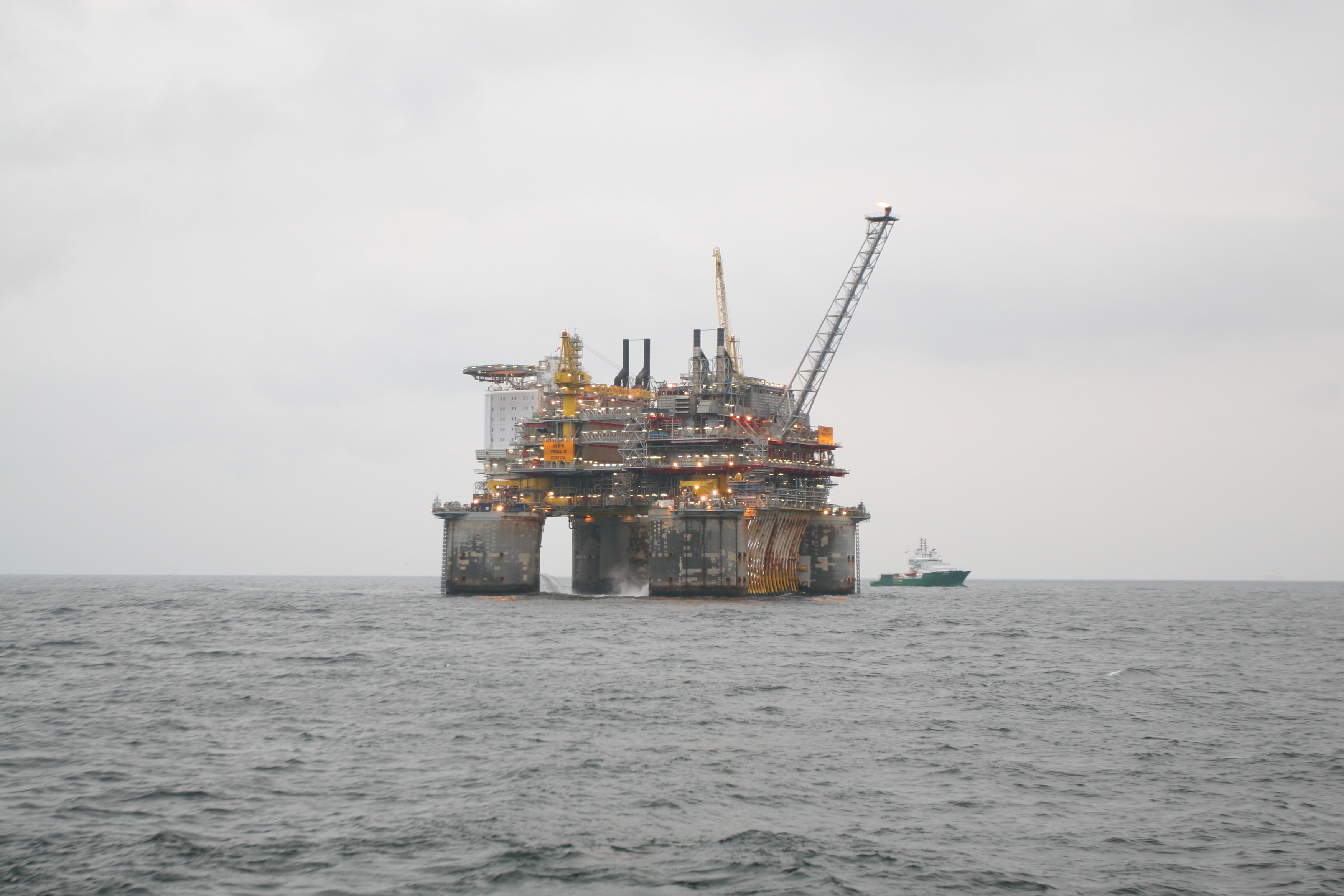
トロールBプラットフォーム

トロールガス田（トロールガスでん、ノルウェー語: Trollfeltet）は、北海にあるノルウェーのガス田、油田。北海油田の中でも有数の大きなガス田である他、ガス田のすぐ西側から石油も産出している。
地質的には主にトロール・イーストと呼ばれる地域から産出されているが、トロール・ウェストからも産出されている。陸地からの距離で言えばベルゲン近郊のコルスネスからおおよそ西に65kmの位置に所在している。
1995年から操業しており、2021年に第3期の開発が始まった。

## 運営者
運営者はエクイノールで、30.58%の権利を保有している。共同運営者はペトロが過半数の56%、シェルが8.1%、トタルエナジーズが3.69%、コノコフィリップスが1.62%である。

## プラットフォーム
プラットフォームは3つあり、AからCの名が振られている。
トロールAプラットフォームはコンディープ型が採用されており、重量65万6000トン、高さ472mの大型プラットフォームである。そのうち海深は303mである。1996年より操業開始。
トロールBプラットフォームはセミサブマーシブルでコンクリート製である。1995年操業開始で、トロールガス田の中では一番早くから稼働している。
トロールCプラットフォームもセミサブマーシブルであり、1999年より操業開始している。

## 地質
資源は海底1500mにある東に傾斜した断層地塊に存在しており、ジュラ紀後期から暁新世にかけての粘土層の下にあるジュラ紀の砂岩層の中に存在している。この周辺の海深は300mから355mである。